# Tűzcsapó
A tűzcsapó (vagy tűzhadaró) hagyományosan lehet kötélseprű (akár ókori római mintára), illetve egyéb, növényi részekből készült hadaró, illetve csapó eszköz, amelyet beáztatva tüzek oltására használtak. Korszerű változatban tűzálló anyagokból készül, szárazon is használható, de vízbe – akár oltóanyag (vizes) oldatába – mártva is használható. 
Bátran és helyes módon, szakszerűen használva megfelel a még el nem harapózott, kisebb, tüzek oltására, amikor is a gyors azonnali oltáskezdéssel jó esetben elkerülhetővé válhat a nagyobb oltási művelet.
Sikerült csapással egyenként elfojthatók a kisebb lángok. Az eszköz alkalmas a kerti avagy terepi (mezei, erdei) tüzek szélén a parázsló anyag visszaterelésére a kiégett oldal felé, így a tűz terjedését megfékezve. Hadarás közben, illetve az egyes csapások között időt kell adni a csapó alá jutott parázsló anyag avagy pernye kihunyására, hűlésére.
Helytelenül, szakszerűtlenül alkalmazva a tűzcsapó akár élesztheti, élénkítheti is az oltandó tüzet.